# ドルイド列石

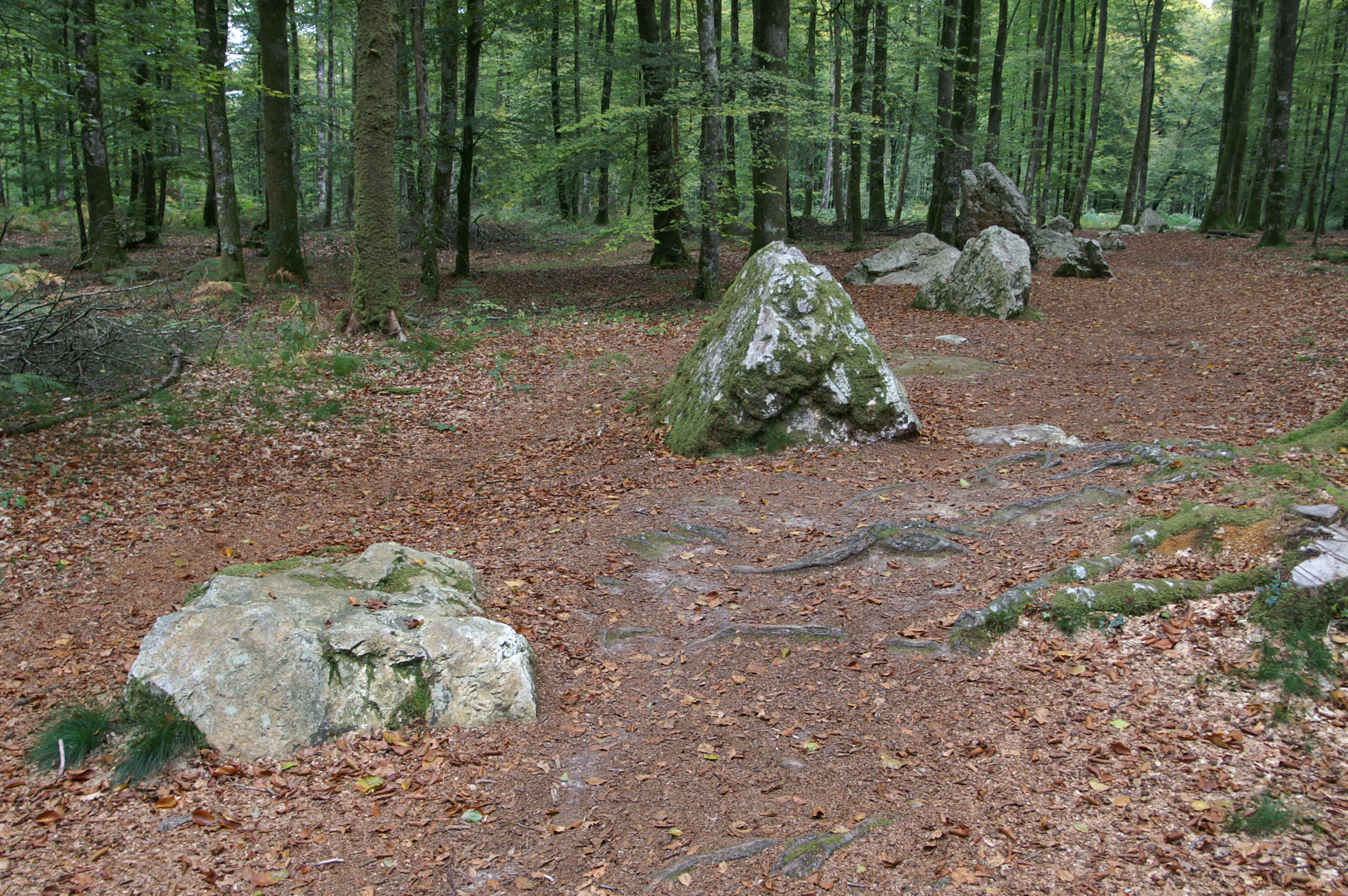
ドルイド列石（一部）

ドルイド列石（仏: Cordon des Druides）はフランス、イル＝エ＝ヴィレーヌ県・ブルターニュ地方にあるフージェールの森の東部に存在する列石である。

## 遺跡保護に関して
クルクレ石とともに、1946年、歴史的建造物として定められた。

## 列石の概要
3列の珪岩の塊から成っている。一列は、57個の石塊から構成され、北西および南西にかけて約250メートルの長さを誇る。二列目は同様の石塊が8個、前者と平行するようにして並び、その長さは約40メートルに及ぶ。そして、三列目は7個の石塊から成り、北西および南東にかけて約25メートルの長さとなっている。